# Gennaker

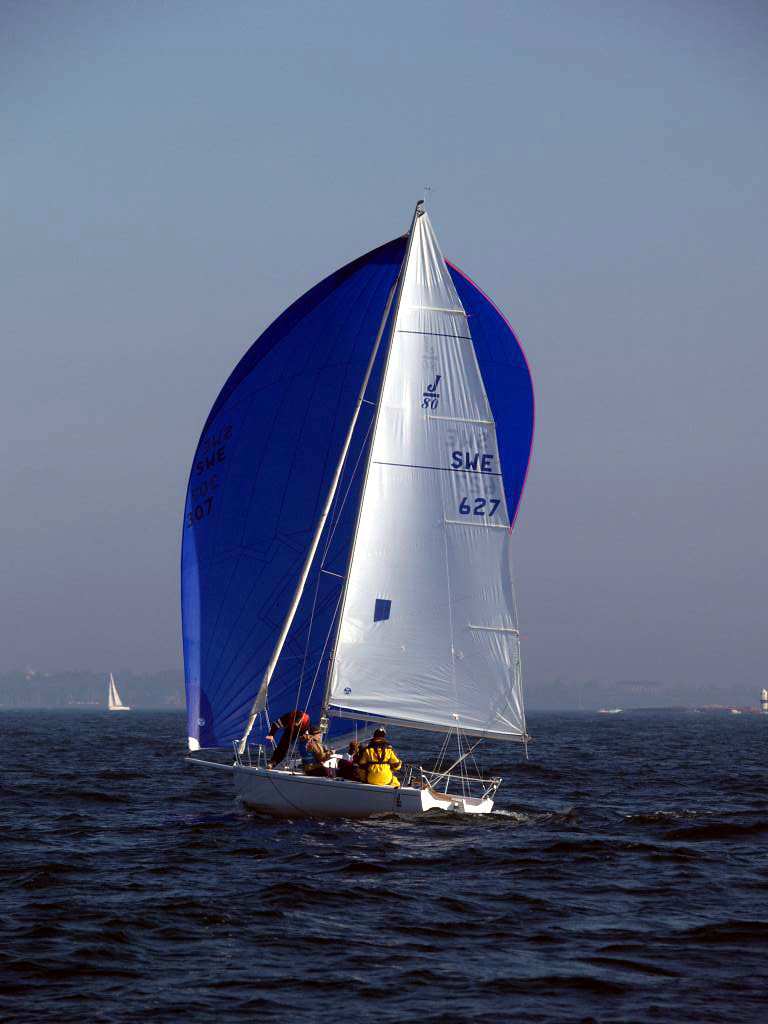

Een gennaker (of genaker) is een asymmetrische spinnaker. De naam van het zeil is samengesteld uit genua en spinnaker.
Het zeil kan als een spinnaker gezeild worden, maar wordt over het algemeen niet op een spinnakerboom gevoerd, maar op de boeg van de boot of op een gennakerboom die als een boegspriet aan de boot is bevestigd. Vaak wordt de gennaker net als een spinnaker bij het strijken onder de giek door naar binnen getrokken. Bij een jacht kan het zetten en strijken vergemakkelijkt worden door gebruik te maken van een chute die als een sok over het zeil wordt getrokken. Bij een zwaardboot kan dit door het gebruik van een chute die op het voordek is gemonteerd en een doorlopende hijs- en strijkval.
Het zeil wordt net als de (symmetrische) spinnaker gebruikt op ruimewindse koersen. Het grootste verschil is dat een gennaker niet geschikt is om pal voor de wind te zeilen, maar vooral goed werkt op schijnbaar scherpe koersen. Door de asymmetrische vorm zijn hier dan ook veel hogere snelheden mee te halen dan met een symmetrische spinnaker. 
Tegenwoordig worden vrijwel alle moderne zeiljachten met gennaker uitgerust.